# Lampertswalde
Lampertswalde je obec v německé spolkové zemi Sasko. Nachází se v zemském okrese Míšeň a má přibližně 2 500 obyvatel.

## Historie
Lampertswalde bylo založeno ve středověku jako lesní lánová ves. První písemná zmínka pochází z roku 1205, kdy je uváděno jako Lamprehtswalt. V této době mělo vlastní farní kostel. K 1. červenci 1950 byl k Lampertswalde připojen Mühlbach, k 1. červenci 1996 pak Quersa-Brockwitz, k 1. lednu 1997 Adelsdorf, k 1. lednu 1999 Schönborn a k 1. lednu 2012 dříve samostatná obec Weißig am Raschütz.

## Přírodní poměry
Lampertswalde leží severovýchodně od velkého okresního města Großenhain na hranici se spolkovou zemí Braniborsko. Nejvyšším bodem území je Huttenberg (212 m). Na východě prochází okrajem území obce dálnice A13. Nádražím Lampertswalde prochází železniční trať Großenhain–Cottbus.

## Správní členění
Lampertswalde se dělí na 11 místních částí:
- Adelsdorf
- Blochwitz
- Brockwitz
- Brößnitz
- Lampertswalde
- Mühlbach
- Niederoda
- Oelsnitz
- Quersa
- Schönborn
- Weißig a. Raschütz

## Pamětihodnosti
- větrný mlýn v Schönbornu
- kostel svatého Martina v Lampertswalde
- poštovní milník z roku 1722
- vesnický kostel v Blochwitz